# Пхенянски метрополитен
Пхенянски метрополитен (на корейски: 평양 지하철) е метросистемата, облужваща Пхенян, столицата на КНДР. Открит е на 6 септември 1973 г. и е първото метро на Корейския полуостров.
Пхенянското метро се състои от 17 метростанци и 2 линии с обща дължина 22,5 км.:
- „Чхоллима“ (наречена на много бърз кон от корейската митология), с дължина 12 км, строена от 1968 до 1973 г.;
- „Хьоксин“ („Обновление“), с дължина 10 км.; построена през 1975 г.

## История
Изграждането на Пхенянското метро започва през 1968 г. По време на прокопаването на един от тунелите на метрото, преминаващ под река Тедонг, става голяма авария, която според различни слухове отнема живота на около 100 работници. Тази част на метрото никога не е пусната в действие, поради което мрежата на метрото се намира само на западния бряг на реката.

## Особености
Пхенянското метро е най-дълбокото метро в света – по военни съображения е построено на дълбочина от 20 до 110 м под земята, за да служи като убежище при ядрено нападение. Освен това Пхенянското метро е и едно от най-евтините в света – билетът за него е 5 севернокорейски вона или около 0,03 американски долара.
Пхенянският метрополитен е единственият метрополитен в света, чиито метростанции не носят имена на части от града. Всички метростанции са кръстени на празници или основни принципи на доктрината Чучхе. Интериорът на станциите е изключително разточителен – при оформянето му са използвани мрамор, барелефи и мозайки в стила на социалистическия реализъм и осветление в стила на сталинските метростанции на московското метро от 1955 г. Мозайки украсяват дори стените на тунелите. Преобладаващи мотиви в тях са социалистическата революция, народното строителство и личността на вожда.
Пхенянското метро се обслужва от стари мотриси тип D от Източен Берлин, като известно време са използвани и вагони тип GL от Западен Берлин от 1960-те години. Пребоядисани са в червено и кремаво, всички реклами са заменени с портрети на Ким Ир Сен и Ким Чен Ир.
Поради ограничения достъп до метрото и регулираната от властите информация за неговия график, данните за работата му са противоречиви. По официални данни в натоварените часове на деня мотрисите се движат на интервали от по 2 минути, но имайки предвид недостига на електроенергия в страната, това е малко вероятно. Според други източници метрото работи само в натоварените часове, а трети твърдят, че мотрисите работят, само когато има посещение на туристи или репортери.
Достъпът до метростанциите е строго регулиран. На чуждестранни туристи не се позволява да ползват метрото, а само да посетят 2 негови метростанции – „Енгван“ и „Пухин“, като част от туристическата обиколка на града. За режима на достъп до метрото за обикновените корейци не се знае почти нищо.